# Zenodorus albertisi
Zenodorus albertisi là một loài nhện trong họ Salticidae.
Loài này thuộc chi Zenodorus. Zenodorus albertisi được Tord Tamerlan Teodor Thorell miêu tả năm 1881.